# Sainte-Marie-du-Mont (Manche)
Sainte-Marie-du-Mont – miejscowość i gmina we Francji, w regionie Normandia, w departamencie Manche.
Według danych na rok 1990 gminę zamieszkiwało 779 osób, a gęstość zaludnienia wynosiła 29 osób/km² (wśród 1815 gmin Dolnej Normandii Sainte-Marie-du-Mont plasuje się na 293. miejscu pod względem liczby ludności, natomiast pod względem powierzchni na miejscu 50.).